# Bussunarits-Sarrasquette
Bussunarits-Sarrasquette é uma comuna francesa na região administrativa da Nova Aquitânia, no departamento dos Pirenéus Atlânticos. Estende-se por uma área de 12,13 km². Em 2010 a comuna tinha 207 habitantes (densidade: 17,1 hab./km²).